# Mãe d'Água
Mãe d'Água is een gemeente in de Braziliaanse deelstaat Paraíba. De gemeente telt 4.127 inwoners (schatting 2009).